# USS Texas (2006)
De USS Texas (SSN-775) is een Virginiaklasse kernonderzeeër en de vierde boot van de United States Navy die naar de staat Texas is genoemd.
Het contract om hem te bouwen werd in 1998 toegekend aan de Newport News Shipbuilding and Dry Dock Company in Newport News (Virginia), en zijn kiel werd gelegd op 12 juli 2002.
Op 31 juli 2004 werd hij gedoopt door Laura Bush, first lady van de Verenigde Staten. De Republikeinse senator Kay Bailey Hutchison voor Texas was de belangrijkste spreker tijdens de ceremonie.
Op 9 april 2005 maakte de boot zijn eerste proefvaart en op 4 september 2006 werd hij naar de haven van Galveston gebracht. Op 9 september voegde de boot zich in actieve dienst bij de Atlantische Vloot.
Sinds 2009 is de thuishaven Pearl Harbor op Oahu in Hawaï.